# Teatr im. Stanisława Ignacego Witkiewicza w Zakopanem

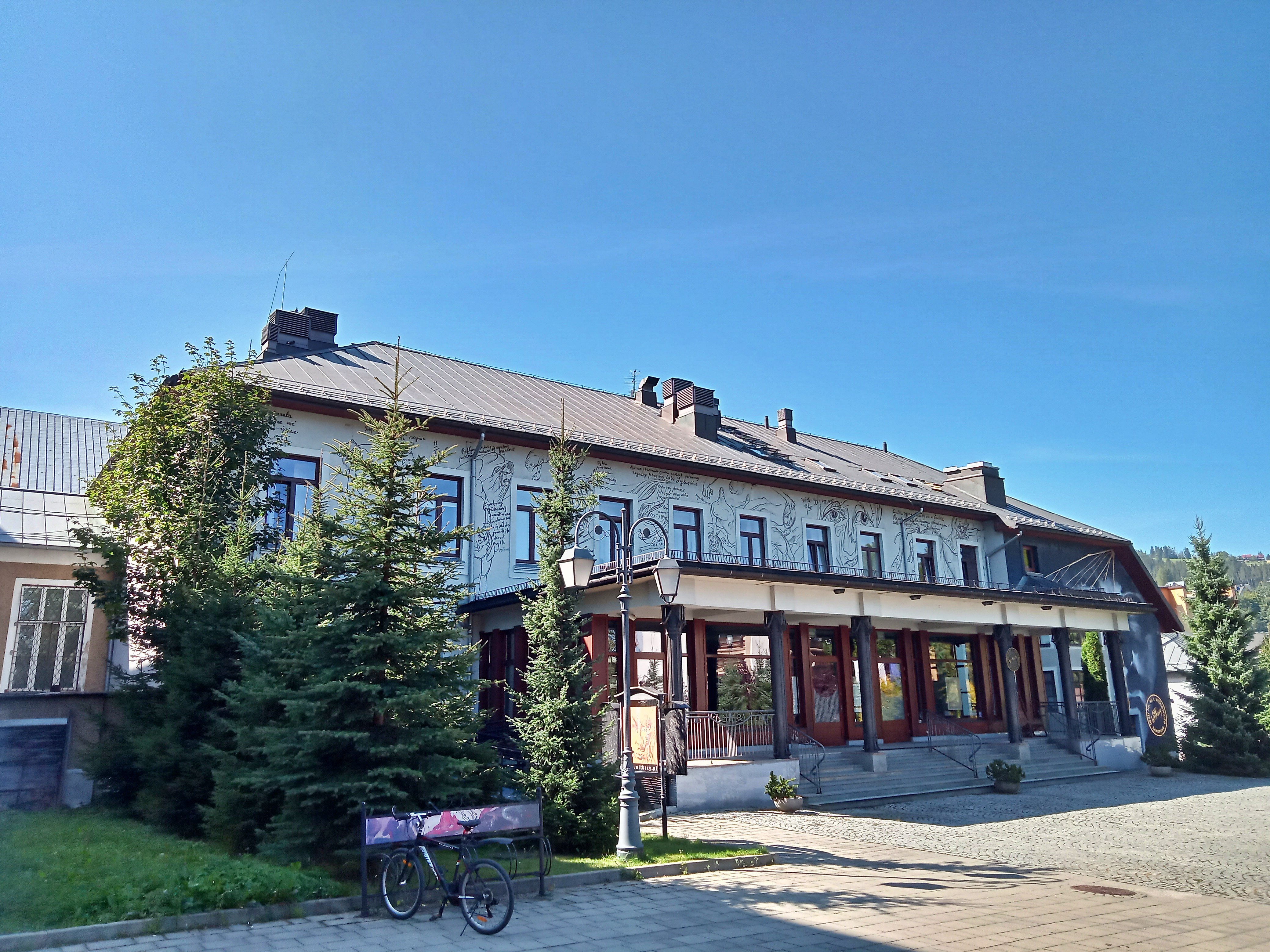
Teatr Witkacego w Zakopanem

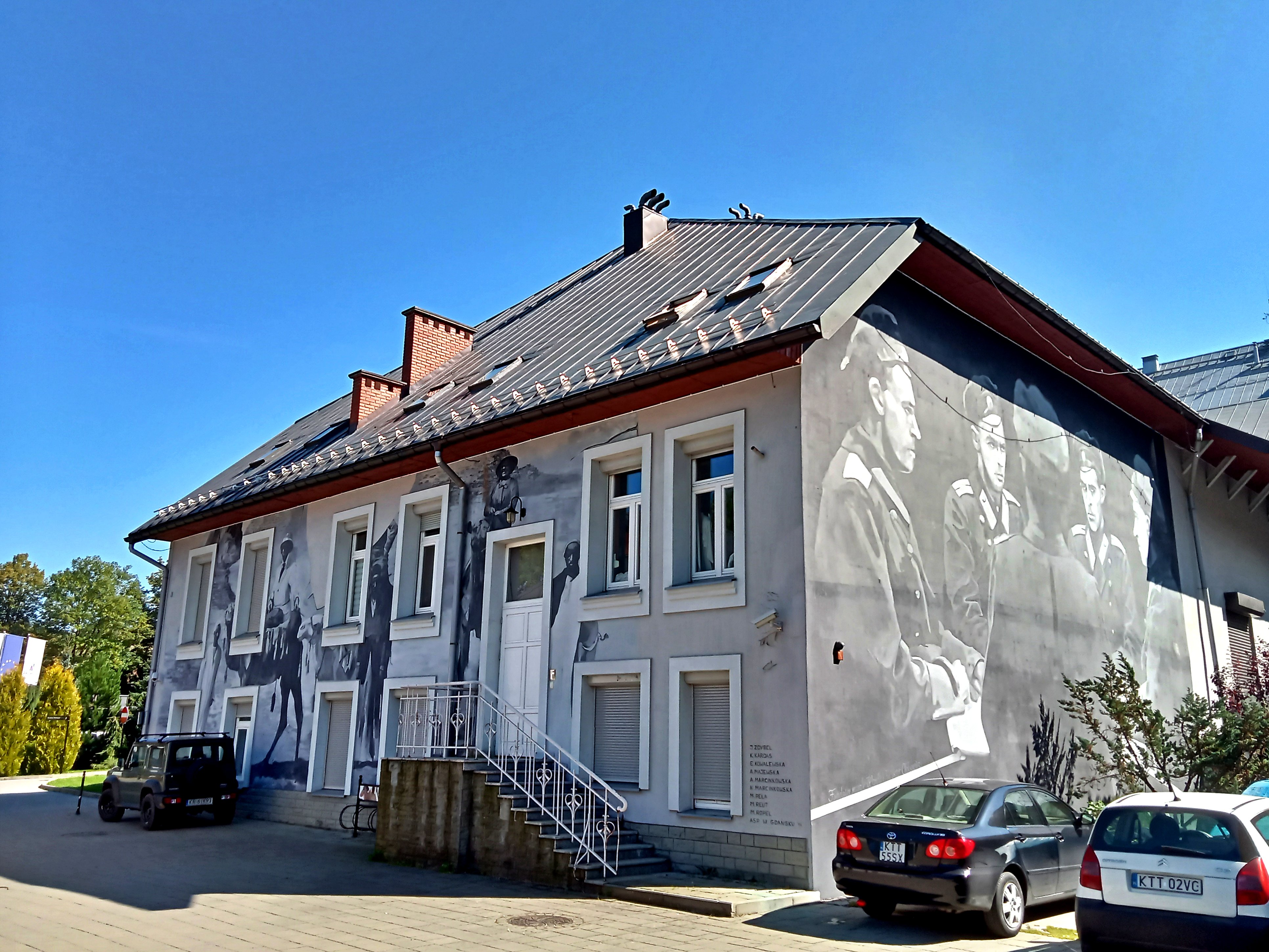
Teatr Witkacego w Zakopanem

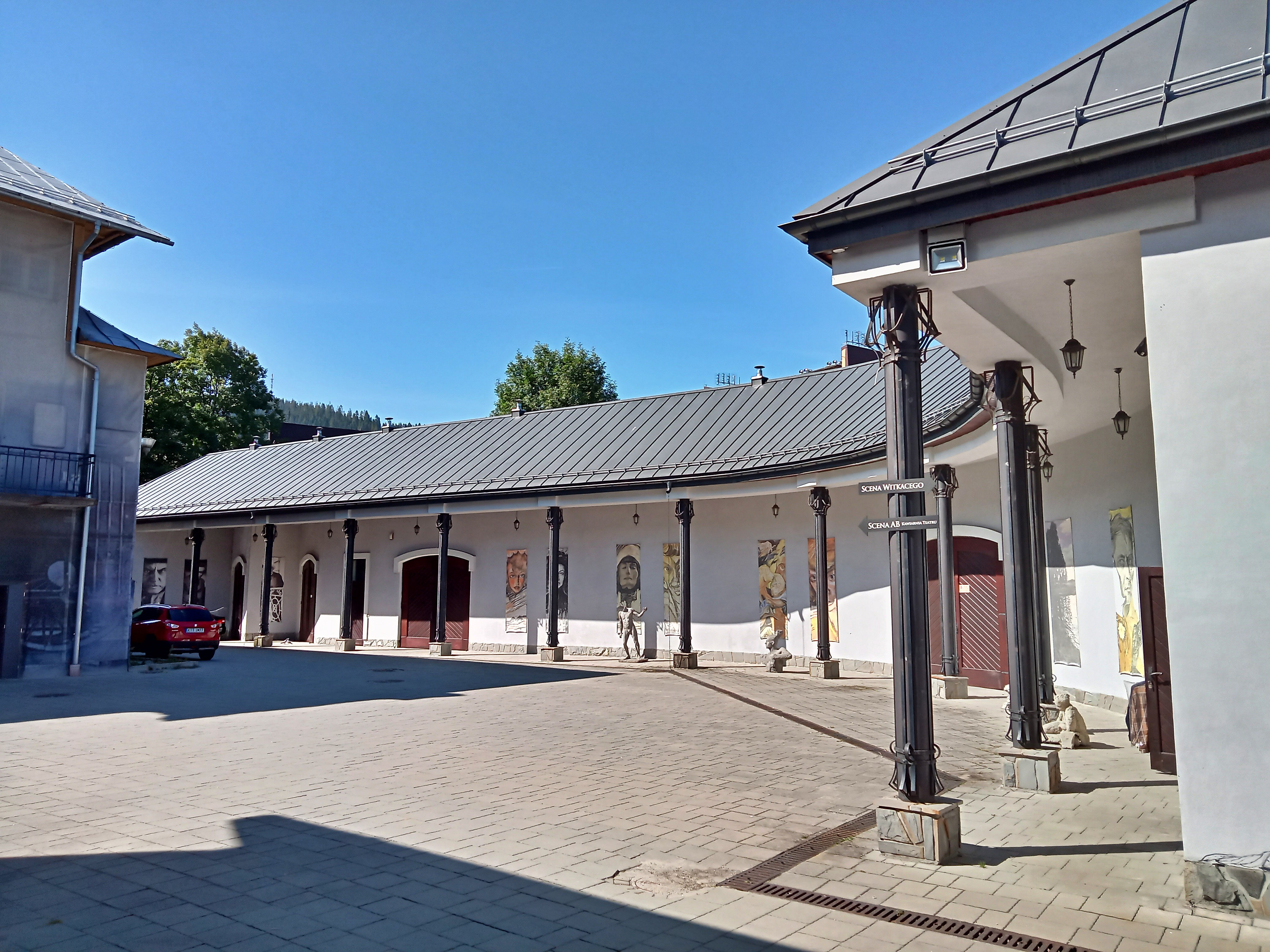
Zaułek Witkacego przy Teatrze Witkacego w Zakopanem

Teatr im. Stanisława Ignacego Witkiewicza (Teatr Witkacego) – teatr w Zakopanem, instytucja kultury Województwa Małopolskiego. Został otwarty 24 lutego 1985 roku. 

## Historia
Teatr został założony w Zakopanem przez grupę absolwentów krakowskiej PWST (Julia Wernio i Andrzej Dziuk oraz przyszli aktorzy: Dorota Ficoń, Karina Krzywicka, Piotr Dąbrowski, Andrzej Jesionek, Krzysztof Łakomik, Krzysztof Najbor i Piotr Sambor). Sam pomysł zrodził się wśród studentów Wydziału Reżyserii Dramatu i Wydziału Aktorskiego jeszcze podczas studiów. 9 sierpnia 1984 roku wystawiono sztukę Witkiewicza pt. Pragmatyści. Po zawarciu oficjalnego porozumienia z Towarzystwem Miłośników Teatru im. Heleny Modrzejewskiej teatr rozpoczął działalność 24 lutego 1985 roku od wystawienia sztuki Autoparodia na podstawie zakopiańskich tekstów Witkacego w reżyserii Andrzeja Dziuka. Siedzibą Teatru przy ulicy Chramcówki jest sala w Hotelu Chałubiński (dawniejszy Zakład Wodoleczniczy dra Andrzeja Chramca, później Sanatorium Czerwonego Krzyża przekształcone w Sanatorium im. Chałubińskiego).
Cykl premier teatralnych jest związany z letnim i zimowym sezonem turystycznym. W holu teatralnym odbywają się też liczne wystawy plastyczne, koncerty i festiwale teatralne. Obecnie jest instytucją kultury województwa małopolskiego. Od samego początku aż do teraz (informacja z 2007 r.) kieruje nim jeden z założycieli Andrzej Dziuk, reżyser większości przedstawień. Do obsady aktorskiej nadal należą związani z teatrem od pierwszych dni: Dorota Ficoń, Krzysztof Łakomik i Krzysztof Najbor.
W 2004 r. gdańskie wydawnictwo słowo/obraz terytoria opublikowało monografię Barbary Świąder W metafizycznej dziurze. Teatr Witkacego w Zakopanem. Wywiady z twórcami Teatru Witkacego uzupełnione są fotografiami Wojciecha Plewińskiego oraz dokumentacją autorstwa Marcina Zawady.
Dyrektor Andrzej Dziuk wraz z zespołem są laureatami nagrody im. Konrada Swinarskiego – przyznawanej przez redakcję miesięcznika „Teatr” – za sezon 1986/1987, „za stworzenie i działalność artystyczną Teatru im. Stanisława Ignacego Witkiewicza w Zakopanem”. 

## Aktorzy teatru
Obecni:
- Joanna Banasik[5]
- Andrzej Bienias[6]
- Dorota Ficoń[7]
- Adrianna Jerzmanowska[8]
- Kamil Joński[9]
- Krzysztof Łakomik[10]
- Piotr Łakomik[11]
- Agnieszka Michalik[12]
- Emilia Nagórka[13]
- Krzysztof Najbor[14]
- Dominik Piejko[15]
- Katarzyna Pietrzyk[16]
- Krzysztof Wnuk[17]
- Marek Wrona[18]
- Marcelina Rusnak[19]

Byli:
- Jaga Siemaszko[20]
- Marta Szmigielska
- Jacek Zięba-Jasiński[21]